# Gotha Go P.50
De Go P.50 was een project voor een transportvliegtuig dat werd ontwikkeld door de Duitse vliegtuigbouwer Gothaer.

## Ontwikkeling
In 1939 gaf het RLM een specificatie uit voor de ontwikkeling van een nieuw transportzweefvliegtuig. Hierin werd geëist dat er ruimte moest zijn voor twaalf volledig uitgeruste soldaten, een Volkswagen Kübelwagen of een kanon. Er werden door Gothaer twee uitvoeringen ontwikkeld, beide ontworpen door ingenieur Albert Kalkert, die beide waren voorzien van een laadklep in de achterzijde van de romp.

## Uitvoeringen

#### Go P.50/I
De eerste uitvoering had een korte, dikke romp. De vleugels waren hoog tegen de zijden geplaatst. Er was geen standaardrichtingsroer toegepast; in plaats daarvan was aan iedere vleugeltip een roer aangebracht. Aan de voorzijde van de romp zaten canards. De gehele achterzijde van de romp kon omhoog worden geklapt om zo het laden en lossen te vergemakkelijken.
De cockpit voor de tweekoppige bemanning bevond zich in de neus. De landing werd op een landingsski uitgevoerd. Het toestel werd door het RLM als te ongewoon beschouwd.

##### Technische specificaties P.50/I
Afmetingen:
- Spanwijdte: 19,98 m.
- Lengte: 10,08 m.
- Hoogte: 3,38 m.

#### Go P.50/II
Het tweede ontwerp had een doosvormige romp met standaardstaartsectie. Deze was aan een enkele staartboom aangebracht. De laadklep bevond zich onder de staartboom en klapte naar beneden open. De vleugels waren hoog tegen de rompzijkant geplaatst. De bemanning bestond uit twee man. Het landingsgestel was via stijlen aan de romp en de vleugels aangebracht.

##### Technische specificaties P.50/II
Afmetingen:
- Spanwijdte: 22,40 m.
- Lengte: 14,25 m.
- Hoogte: 5,54 m.

Geen van de twee uitvoeringen werd gebouwd. Kalkert ontwierp later echter het zweefvliegtuig Gotha-Kalkert Ka 430 en dit toestel werd wel gebouwd. Dit toestel leek erg op de P.50/II.